# أغنيس توكي
أغنيس توكي (بالإنجليزية: Agnes Tuckey)‏ مواليد 8 يوليو 1877 في مرليبون، ميدلسكس، إنجلترا - الوفاة 13 مايو 1972 في ونشستر، هامبشير، إنجلترا، كانت لاعبة كرة مضرب إنجليزية. كما أنها إحدى بطلات الجراند سلام. هي أول من فاز بنهائي للزوجي المختلط في بطولة ويمبلدون وكان ذلك سنة 1913 مع هوب كريسب.

## بطولات حققتها
- بطولة ويمبلدون

## النهائيات

### الزوجي المختلط

#### اللقب (1)
| السنة | الدورة   | الشريك    | المنافس                              | النتيجة        |
| 1913  | ويمبلدون | هوب كريسب | جيمس سيسيل بارك إثيل تومسون لاركومبي | 6–3, 3–5 تنازل |